# Roger Couturier
Pour les articles homonymes, voir Couturier.
Roger Couturier est un chef d'entreprise et homme politique français, né le 23 juillet 1941 à Mâcon (Saône-et-Loire) et mort le 21 septembre 2018 dans la même ville. Membre du RPR, il est député de la VIIIe législature de 1986 à 1988 de la circonscription de Saône-et-Loire.

## Biographie
Roger Couturier naît en 1941 dans une famille d'agriculteurs.

### Carrière
Roger Couturier fonde en 1966 une société de transport dans le quartier de Fontenailles de Mâcon, Transports manutention Couturier, spécialisée dans les transports spéciaux, qu'il dirige avant de passer la main à son fils Patrick Couturier.

### Parcours politique
Il commence sa carrière en politique par un premier mandat au conseil municipal de Mâcon. Il est élu conseiller général du canton de Mâcon-Sud aux élections cantonales de 1985, battant le socialiste sortant Jean-Pierre Worms. Il est reconduit jusqu'à sa défaite en 2004.
L'année suivante, il est élu député suppléant aux élections de 1986 par scrutin proportionnel plurinominal. Il accède à la députation le 30 septembre 1986 en remplacement d'André Jarrot, élu sénateur. Il perd son siège par la dissolution de l'Assemblée nationale dans la foulée de la réélection de François Mitterrand en 1988.
Il est candidat à sa réélection aux élections législatives de 1988 (au scrutin uninominal majoritaire) dans la première circonscription, mais échoue de peu au second tour face au socialiste Jean-Pierre Worms. De nouveau candidat en 1993, il retire sa candidature au second tour en faveur du candidat de l'UDF Gérard Voisin.
Roger Couturier décède le 21 septembre 2018 des suites d'un accident de voiture à Mâcon.

## Décorations
- Chevalier de la Légion d'honneur (2013)[2]